# Kangilinnguit
Kangilinnguit ([kaŋiˈliŋːuitˢʰ] antiguamente Kangilínguit en danés: Grønnedal) es un asentamiento y base naval de la municipalidad de Sermersooq, al sudoeste de Groenlandia, fundada como 'Green Valley' por la Armada estadounidense durante la Segunda Guerra Mundial con la intención de vigilar la estratégica cantera de criolita en el antiguo pueblo de Ivittuut. La Marina ofreció la base a la Armada Danesa en agosto de 1951 y, durante los primeros años de la Guerra Fría, la base fue utilizada por navíos de guerra antisubmarina de la OTAN, que seguían a los submarinos soviéticos en el Atlántico Norte. La ciudad cuenta, a fecha de enero de 2005, con 176 habitantes, de los cuales, unos 65 forman parte de la Armada Danesa, pertenecientes al campo base del Comando Isleño Groenlandés.
Desde mediados de los 90, la Marina Danesa ha propuesto ahorrar dinero por parte de su personal en la base de la aislada Gronnedal, realojando a la mayoría de sus 65 componentes tanto en la capital groenlandesa, Nuuk, o devolverlos a Aarhus, en Jutlandia. De todas formas, el gobierno groenlandés ha conseguido que el comando siga intacto, con el fin de potenciar la economía local. Según las bases del Acuerdo de Defensa de Dinamarca 2010-2014, aprobado por el Parlamento Danés el 24 de junio de 2009, el Comando Groenlandés absorberá el casi disuelto Comando Faroés. Se desconoce si la unión seguirá adelante bajo el anterior nombre o se cambiará a algo parecido a Comando del Atlántico Norte.